# 利札
利札（りさつ、りふだ）やクーポン（英: coupon）とは、紙の債券に付いている利息を受け取るために切り離せる部分のことで、電子化されている現代では債券の利息を意味する。紙で債券が扱われていた時代は、各期の利息債権を表す有価証券で、券面から切り取って利息の支払いを受けていた。利札に付随する無記名証券である。利札がある債券を利付債と呼び、無い物を割引債と呼ぶ。
複式簿記では、期限が到来すればすぐ現金化できるので（借方　現金***／貸方　有価証券利息***）として扱う。

## 参照
1. ↑  クーポン | 金融・証券用語解説集 | 大和証券
2. ↑  日本経済新聞社 『Q&A 株式投資100の常識』2001年 ISBN 4-532-14944-4